# Propaandinitril
Propaandinitril of malonnitril is een organische verbinding die behoort tot de nitrilen. Het is een giftige en milieugevaarlijke stof.

## Synthese
Commercieel wordt propaandinitril bereid door de reactie van acetonitril met cyanogeenchloride bij hoge temperatuur (700 °C of meer):
{\displaystyle \mathrm {CH_{3}CN\ +\ ClCN\longrightarrow \ CH_{2}(CN)_{2}\ +\ HCl} }

## Toepassingen
Propaandinitril is een tussenproduct bij de synthese van een aantal organische verbindingen, in het bijzonder geneesmiddelen, landbouwchemicaliën zoals fungiciden en traangas van het benzaldehydetype, met name CS-gas. Dat is het resultaat van een Knoevenagel-condensatie van 2-chloorbenzaldehyde en propaandinitril:
De reactiviteit van propaandinitril wordt veroorzaakt door de elektronenzuigende effect van de twee nitrilgroepen op het centrale koolstofatoom. Het resultaat daarvan is dat een negatieve lading relatief makkelijk op het centrale koolstofatoom gevormd kan worden (onder afstaan van een waterstofion aan piperidine). Het ontstane anion addeert aan de carbonylgroep, waarna door afsplitsing van water het reactieproduct ontstaat.